# Zhangzhou
Zhangzhou (en chino, 漳州; pinyin, Zhāngzhōu; en hokkien, Chiang-chiu) es una ciudad-prefectura al sur de la provincia de Fujian. Situada a orillas del río Xi, Zhangzhóu limita con las ciudades de Xiamen y Quanzhou al noreste, con Longyan al noroeste y con la provincia de Cantón al suroeste.
En algunas obras en inglés, su nombre puede aparecer como Chang-chow y en el sudeste asiático como Chiang-chew, formas que son próximas a su nombre en lengua hokkien (min nan).

## Administración
La ciudad-prefectura de Zhangzhou administra 2 distritos (qu), 1  municipio (shi) y 8 condados (xian). Las poblaciones en 2010 eran:
- Chángtài Xiàn 206,809
- Dōngshān Xiàn 211,505
- Huá'ān Xiàn 159,152
- Lónghăi Shì 877,762
- Lóngwén Qū 167,463
- Nánjìng Xiàn 333,969
- Pínghé Xiàn 498,533
- Xiāngchéng Qū 538,186
- Yúnxiāo Xiàn 415,835
- Zhāngpŭ Xiàn 802,971
- Zhào'ān Xiàn 597,798

## Historia
En el siglo XX Zhangzhou estaba rodeada por un muralla de 42 kilómetros. Sus calles estaban pavimentadas con granito. El río Jiulong se cruzaba por un puente de 800 pies de tablas de madera apoyadas en veinticinco pilares de piedra. En este momento, había gran actividad comercial de seda en la ciudad, mientras los hornos de ladrillos y de azúcar prendían sus principales actividades industriales. En 1911, su población se estimaba en torno a 1.000.000 de habitantes.
El área urbana central Zhangzhóu (ahora Distrito Xiangcheng) fue ocupado en abril y mayo de 1932 por una columna de guerrilleros comunistas dirigidos por Mao Zedong. Debido a la presencia de buques de guerra occidentales en la bahía de Xiamen, los envíos de armas de la Unión Soviética no podían llegar por el río Jiulong hasta las fuerzas de Mao y las principales bases comunistas. Según algunos informes, las fuerzas de Mao se llevaron un botín de los residentes de la burguesía cuando su columna se retiró de la ciudad.

## Dialecto
El principal dialecto hablado en Zhangzhou es el hokkien, uno de los principales dialectos del min nan (en chino simplificado, 闽南). Sin embargo, oficialmente se usa el mandarín estándar en el gobierno, el comercio y los negocios oficiales.

## Clima
| Parámetros climáticos promedio de Zhangzhou (1971−2000) | Parámetros climáticos promedio de Zhangzhou (1971−2000) | Parámetros climáticos promedio de Zhangzhou (1971−2000) | Parámetros climáticos promedio de Zhangzhou (1971−2000) | Parámetros climáticos promedio de Zhangzhou (1971−2000) | Parámetros climáticos promedio de Zhangzhou (1971−2000) | Parámetros climáticos promedio de Zhangzhou (1971−2000) | Parámetros climáticos promedio de Zhangzhou (1971−2000) | Parámetros climáticos promedio de Zhangzhou (1971−2000) | Parámetros climáticos promedio de Zhangzhou (1971−2000) | Parámetros climáticos promedio de Zhangzhou (1971−2000) | Parámetros climáticos promedio de Zhangzhou (1971−2000) | Parámetros climáticos promedio de Zhangzhou (1971−2000) | Parámetros climáticos promedio de Zhangzhou (1971−2000) |
| Mes                                                     | Ene.                                                    | Feb.                                                    | Mar.                                                    | Abr.                                                    | May.                                                    | Jun.                                                    | Jul.                                                    | Ago.                                                    | Sep.                                                    | Oct.                                                    | Nov.                                                    | Dic.                                                    | Anual                                                   |
| ------------------------------------------------------- | ------------------------------------------------------- | ------------------------------------------------------- | ------------------------------------------------------- | ------------------------------------------------------- | ------------------------------------------------------- | ------------------------------------------------------- | ------------------------------------------------------- | ------------------------------------------------------- | ------------------------------------------------------- | ------------------------------------------------------- | ------------------------------------------------------- | ------------------------------------------------------- | ------------------------------------------------------- |
| Temp. máx. media (°C)                                   | 18.0                                                    | 18.0                                                    | 20.3                                                    | 24.6                                                    | 27.8                                                    | 31.0                                                    | 33.6                                                    | 33.1                                                    | 31.2                                                    | 28.2                                                    | 24.4                                                    | 20.3                                                    | 25.9                                                    |
| Temp. mín. media (°C)                                   | 10.0                                                    | 10.7                                                    | 13.0                                                    | 17.1                                                    | 20.9                                                    | 23.8                                                    | 25.3                                                    | 25.1                                                    | 23.5                                                    | 20.1                                                    | 15.6                                                    | 11.4                                                    | 18.0                                                    |
| Lluvias (mm)                                            | 41.0                                                    | 84.8                                                    | 114.0                                                   | 168.4                                                   | 207.2                                                   | 278.6                                                   | 171.9                                                   | 232.8                                                   | 170.0                                                   | 63.0                                                    | 38.2                                                    | 34.5                                                    | 1604.4                                                  |
| Días de lluvias (≥ 0.1 mm)                              | 8.5                                                     | 12.2                                                    | 14.9                                                    | 15.2                                                    | 16.9                                                    | 17.7                                                    | 12.5                                                    | 14.3                                                    | 11.2                                                    | 5.5                                                     | 5.1                                                     | 5.6                                                     | 139.6                                                   |
| Fuente: Weather China                                   |                                                         |                                                         |                                                         |                                                         |                                                         |                                                         |                                                         |                                                         |                                                         |                                                         |                                                         |                                                         |                                                         |

## Personas notables
- Chen Yuanguang (陳元光), 657 - 711, pionero de la nación.
- Khaw Soo Cheang, 1786 - 1882, comerciante y gobernador en Tailandia.
- Lin Yutang (林語堂), 1895 - 1976, autor internacional, embajador cultural e inventor.